# Idioma nafusi
El idioma nafusi (en lenguas bereberes orientales: Tanfusit, ⵜⴰⵏⴼⵓⵙⵉⵜ) es una lengua bereber hablada por el pueblo nefusa, los habitantes del Yebel Nefusa (en bereber: Adrar n Infusen), una región montañosa situada al noroeste de Libia. La mayoría de sus hablantes son miembros de las comunidades ibadíes ubicadas alrededor de las localidades de Jadu, Nalut y Yefren.
El dialecto de Yafran en el este difiere algo de los dialectos de Nalut y Djadu en el oeste. Un número de frases en nafusi antiguo aparecen en manuscritos ibaditas ya en el siglo XII.
El dialecto de Jadu es descrito en detalle por Beguinot (1931).
Motylinski (1898) describe el dialecto de Jadu y Nalut hablado por un estudiante de Yefren.
El nafusi comparte numerosas innovaciones con las lenguas zenati, pero a diferencia de éstas, mantiene los prefijos vocálicos antes de las sílabas abiertas. El idioma parece estar relacionado con las lenguas sawknah y siwi del este de Libia.